# Bathymiranda microcephala
Bathymiranda microcephala är en ringmaskart som beskrevs av Levenstein 1981. Bathymiranda microcephala ingår i släktet Bathymiranda och familjen Polynoidae. Inga underarter finns listade i Catalogue of Life.